# Ulica Zwycięstwa w Gliwicach
Ulica Zwycięstwa w Gliwicach – jedna z ulic w gliwickiej dzielnicy Śródmieście.

## Informacje ogólne
Ulica Zwycięstwa do 1945 nosiła nazwę Wilhelmstraße, a wytyczono ją w latach 80. XIX wieku.
Od 26 sierpnia 1894 roku do 1 września 2009 roku, przez 115 lat, ulicą jeździły gliwickie tramwaje.
Przy ulicy Zwycięstwa mają siedzibę między innymi: Urząd Miejski w Gliwicach, Hotel Diament w Gliwicach, firmy, przedsiębiorstwa handlowo-usługowe, banki, Regionalna Izba Przemysłowo-Handlowa w Gliwicach, Centrum Wolontariatu.

## Przebieg
Ul. Zwycięstwa rozpoczyna swój bieg przy Rynku. Następnie krzyżuje się z pl. Inwalidów Wojennych, ul. Bednarską, ul. Dolnych Wałów, ul. ks. kard. Stefana Wyszyńskiego, ul. Wybrzeże Wojska Polskiego, ul. Kłodnicką, aleją Przyjaźni, ul. Norberta Barlickiego, ul. Aleksandra Fredry i ul. Stanisława Dubois. Kończy swój bieg w rejonie skrzyżowania z ul. Bohaterów Getta Warszawskiego. Ulica łączy gliwicką starówkę z dworcem kolejowym.

## Obiekty i miejsca
Przy ulicy znajdują się następujące historyczne obiekty i miejsca:
- dom handlowy „Ikar” (ul. Zwycięstwa 23) – wybudowany w pierwszej ćwierci XX wieku w stylu wczesnego funkcjonalizmu z elementami art déco, wpisany do rejestru zabytków 28 października 1988 (nr rej.: A/867/2021[5], granice ochrony obejmują całą działkę);
- hotel „Myśliwski” – obecnie hotel „Diament” (ul. Zwycięstwa 30) – wzniesiony pod koniec XIX wieku w stylu eklektyzmu z przewagą neorenesansu i neobaroku, wpisany do rejestru zabytków 28 października 1988 (nr rej.: 1383/88, granice ochrony obejmują całą działkę);
- dom/kamienica – tzw. „Dom tekstylny Weichmanna” (ul. Zwycięstwa 37) – wybudowany w 1930 według projektu Ericha Mendelsohna w stylu funkcjonalizmu, wpisany do rejestru zabytków 27 września 1988 (nr rej.: 1376/88, granice ochrony obejmują działkę);
- kamienica mieszkalna z przełomu XIX i XX wieku (ul. Zwycięstwa 38, al. Przyjaźni 11) – wzniesiona w stylu eklektyzmu z elementami neogotyku około 1904[6] i secesji; obiekt wpisano do rejestru zabytków 27 września 1988 (nr rej.: A/1374/88, granice ochrony obejmują działkę). W rejestrze zabytków znajduje się wystrój dawnego sklepu mięsnego (obecnie cukiernia i kawiarnia), zawierający dekoracyjną boazerię ceramiczną pochodzącą z okolic 1904 roku. Szkliwione płytki ceramiczne pokrywają w sali sprzedaży glify okienne, ściany i słup, a w części gospodarczej. Cokół na wszystkich ścianach położony jest na wysokości 0,9 m, składa się z seledynowych płytek z motywami roślinnymi. Pozostałe płytki zawierają motywy florystyczne (w szczególności realistycznie przedstawiony mak) lub geometryczne[6].